# Wilhelmus Gerhardus van Poorten
Wilhelmus Gerhardus van Poorten (Deventer, 2 december 1835 - Deventer, 20 november 1905) was een Nederlands beeldhouwer en houtsnijder.

## Leven en werk
Van Poorten was een zoon van Gerhardus van Poorten en Theodora van 't Zant. Hij werd net als zijn vader beeldhouwer in Deventer. Hij trouwde met zijn nicht Jacomina Martina van Poorten (1841-1894). Uit dit huwelijk werd onder anderen zoon Wilhelmus Carolus Henricus van Poorten (1879-1918) geboren, die ook beeldhouwer werd.
In 1898 werd naar een ontwerp van stadsarchitect Mulock Houwer een fontein geplaatst aan de Brink, Van Poorten maakte het beeld van de Stedenmaagd, dat de Wilhelminafontein bekroont. Kennelijk was hij ook werkzaam als restauratiebeeldhouwer, hij verzorgde in 1891 replica's van de vrouwenfiguren (de deugden standvastigheid, matigheid, naastenliefde, Voorzichtigheid, geloof en hoop) aan de gevel van het 16e-eeuwse Penninckshuis.
Zoals niet ongebruikelijk in de tijd, hield Van Poorten zich ook bezig met houtsnijwerk. Hij maakte veel kerkelijk snijwerk, waaronder reliekhouders en een preekstoel, maar ook een rijk gebeeldhouwde eikenhouten lijst voor een foto (1,2 x 1,5 meter) van herten, die door het Kon. Staldepartement in 1899 werd aangeboden aan koningin-moeder Emma.
Van Poorten zong wellicht bij het Deventer Mannenkoor, dirigent Cornelis Alijander Brandts Buys componeerde het lied Stille waarvan de baspartij uit vriendschap werd "opgedragen aan de Heeren A J van Poorten / W G van Poorten / A J van den Sigtenhorst".
De beeldhouwer overleed kort voor zijn zeventigste verjaardag. In Deventer werd de W.G. van Poortenstraat naar hem vernoemd.

## Enkele werken
- 1889 Preekstoel voor de R.K. Kerk in Buren
- 1898 Stedenmaagd voor de Wilhelminafontein aan de Brink in Deventer
- 1900 Gevelbeeld Sint Jozef aan de Brinkpoortstraat in Deventer
- 1902 Penning (in terracotta) ter gelegenheid van het 25-jarig bestaan van de Rijkskweekschool voor Onderwijzers in Deventer[3]

## Galerij

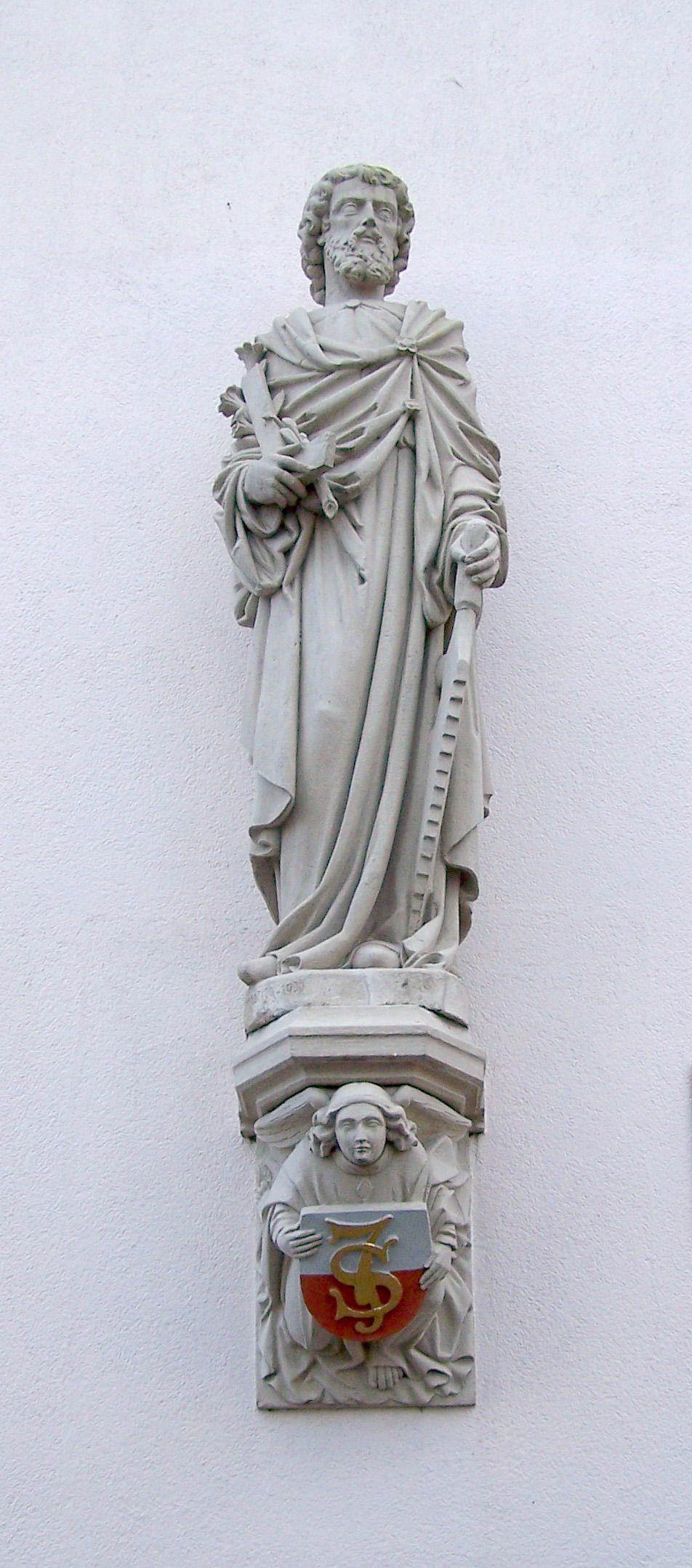
Sint Jozef
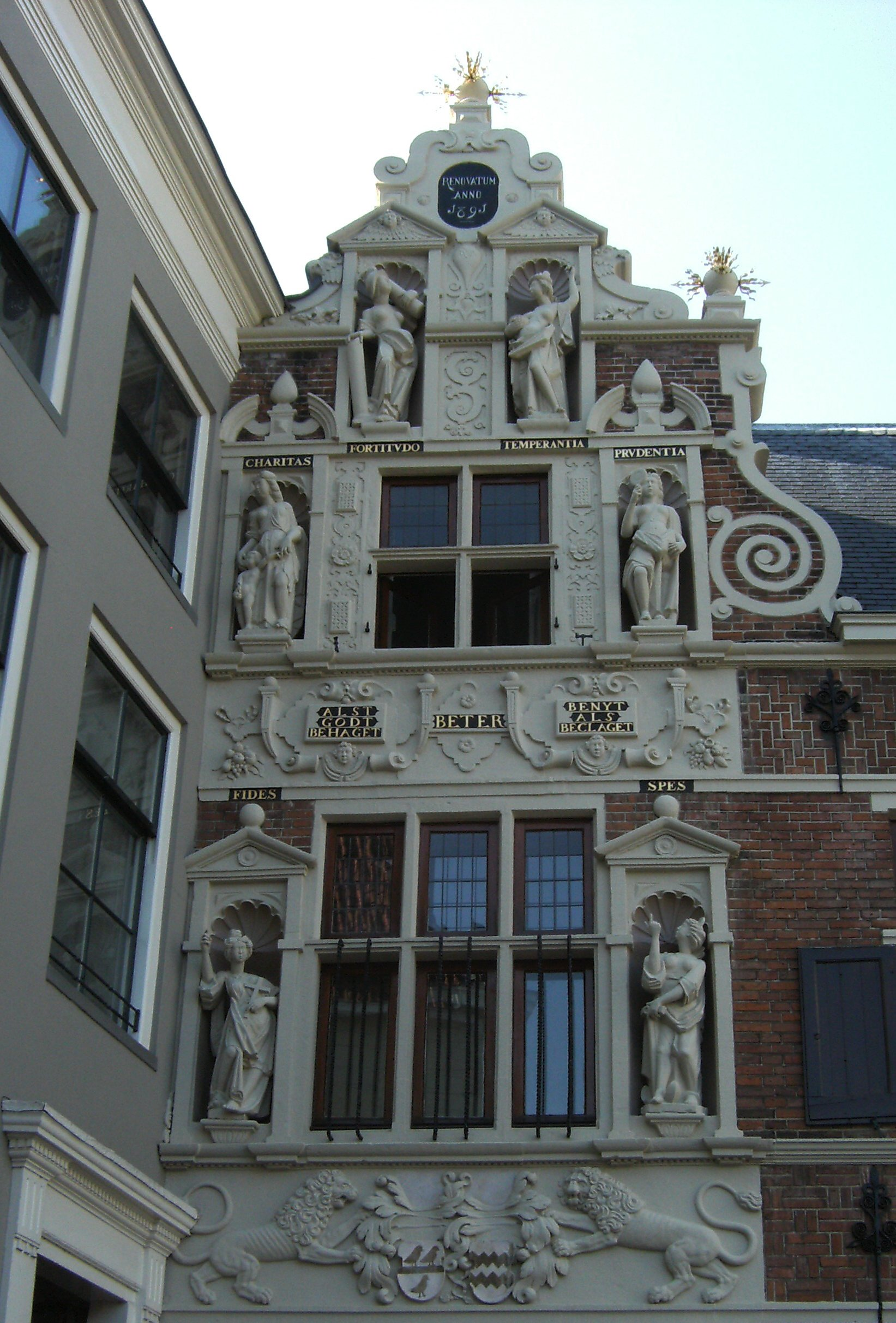
De deugden aan het Penninckshuis
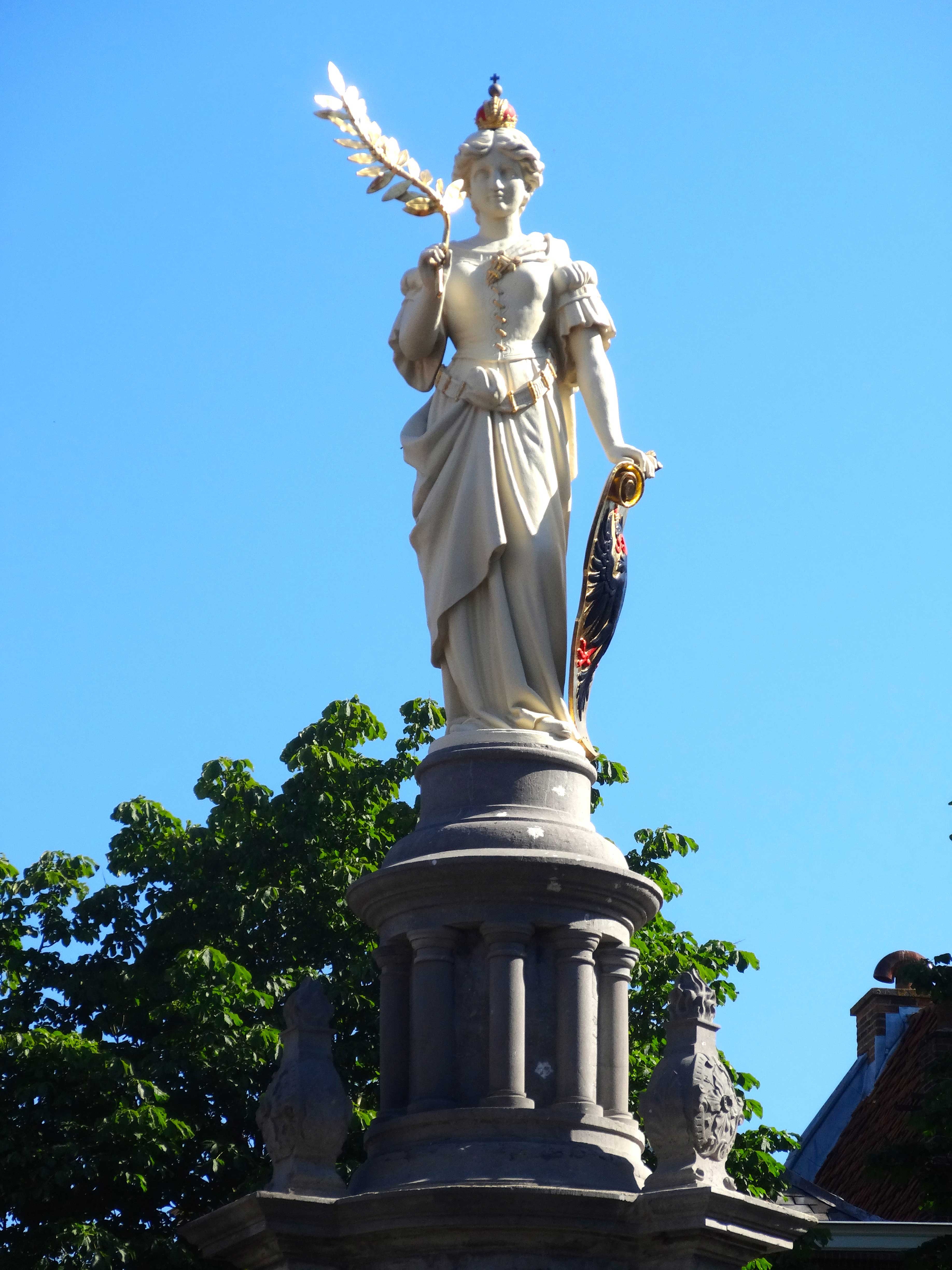
Stedenmaagd Wilhelminafontein Deventer